# Olympische Sommerspiele 2024/Radsport – Madison (Männer)
Der Madison-Wettbewerb der Männer bei den Olympischen Spielen 2024 in Paris fand am Abend des 10. August im Vélodrome National statt.

## Ablauf
Beim Madison, auch Zweier-Mannschaftsfahren genannt, traten 15 Mannschaften mit je zwei Fahrern an. Das Rennen wurde in einem einzigen Lauf entschieden, es ging über 200 Runden, also 50 Kilometer. Die Teilnehmer konnten alle zehn Runden bei Zwischensprints Punkte sammeln oder jederzeit durch Erzielung eines Rundengewinns.

## Rennverlauf
Die Qualifikation für diesen Wettbewerb richtete sich nach einer Nationen-Rangliste, in die die Ergebnisse der Bahnradsport-Weltmeisterschaften 2023, des UCI Track Cycling Nations’ Cups 2023 und 2024 sowie der kontinentalen Meisterschaften 2023 und 2024 eingingen. Die zehn für die Mannschaftsverfolgung qualifizierten Nationen waren auch für den Madison gesetzt, hinzu kamen fünf weitere.
Zwei der zuvor im Omnium eingesetzten Fahrer zogen sich kurzfristig zurück: Tim Wafler wurde durch Raphael Kokas ersetzt, und Ethan Hayter verwies auf eine Verletzung aus der Mannschaftsverfolgung. Großbritannien trat auf diese Weise mit den Vize-Weltmeistern Mark Stewart und Oliver Wood an, auch die Niederlande und Neuseeland entsandten die Paarungen, die bei den Bahnradsport-Weltmeisterschaften 2023 Medaillen gewonnen hatten. Deutschland stellte in Person von Roger Kluge und Theo Reinhardt die amtierenden Europameister. Mit Michael Mørkøv (Dänemark) und Benjamin Thomas (Frankreich) waren Fahrer zugegen, die in Tokio auf dem Podest gestanden hatten.
Das österreichische Duo begann den Wettkampf mit einem Rundengewinn, musste aber dieser Anstrengung Tribut zollen, wurde seinerseits mehrfach überrundet und aus dem Wettkampf genommen, ebenso wie die kanadische Mannschaft. Der Wettkampf des deutschen Teams wurde durch eine frühe Kollision mit einem französischen Fahrer beeinträchtigt, bei der Reinhardt schwer fiel. Er zog sich Prellungen zu und konnte den Wettkampf nur unter Schmerzen zu Ende fahren. Gegen Ende der ersten Rennhälfte erzielte die italienische Paarung Simone Consonni und Elia Viviani einen alleinigen Rundengewinn sowie mehrere Sprintsiege und ging damit klar in Führung. Auch Dänemark holte eine Runde.
In der zweiten Rennhälfte wurde das Geschehen zunehmend unübersichtlich. Der Niederländer Jan-Willem van Schip brachte den Briten Oliver Wood zu Fall, der Belgier Lindsay De Vylder hängte sich an einem Hinterrad auf, stürzte und geriet in die Bahn des Spaniers Albert Torres, der bei hoher Geschwindigkeit kopfüber katapultiert wurde. Torres wurde gegen seinen Willen von den Rennärzten aus dem Spiel genommen, so dass Sebastián Mora das Rennen alleine zu Ende fahren musste und einen Rundenverlust kassierte, ebenso wie Großbritannien und Belgien infolge der Stürze. Etwa 25 Runden vor Schluss verpatzten die Italiener eine Ablösung, und Consonni ging zu Boden. Er konnte das Rennen nach kurzer Pause, während der Viviani weiterfuhr, fortsetzen, doch gewannen die Portugiesen Iúri Leitão und Rui Oliveira in der Zwischenzeit mehrere Sprints und holten ihrerseits eine Runde. Kurz vor Schluss lagen damit Portugal, Italien und Dänemark nur vier Punkte auseinander. Portugal bewies den längeren Atem und gewann auch den letzten Sprint, während Viviani ob des verpassten Siegs zunächst untröstlich schien. Der Rennverlauf wurde in Berichten einhellig als chaotisch bezeichnet.
Das Ergebnis wurde von der Jury nachträglich noch zweimal geändert: Die ursprünglich siebtplatzierten Niederländer wurden wegen eines Kopfstoßes disqualifiziert, Japan erhielt einen Rundenverlust zugesprochen und fiel vom fünften auf den sechsten Platz.

## Ergebnisse
| Rang | Mannschaft                                      | Sprints | Sprints | Sprints | Sprints | Sprints | Sprints | Sprints | Sprints | Sprints | Sprints | Sprints | Sprints | Sprints | Sprints | Sprints | Sprints | Sprints | Sprints | Sprints | Sprints | Runden | Runden | Ziel- ankunft | Gesamt |
| Rang | Mannschaft                                      | 01      | 02      | 03      | 04      | 05      | 06      | 07      | 08      | 09      | 10      | 11      | 12      | 13      | 14      | 15      | 16      | 17      | 18      | 19      | 20      | +      | –      | Ziel- ankunft | Gesamt |
| ---- | ----------------------------------------------- | ------- | ------- | ------- | ------- | ------- | ------- | ------- | ------- | ------- | ------- | ------- | ------- | ------- | ------- | ------- | ------- | ------- | ------- | ------- | ------- | ------ | ------ | ------------- | ------ |
| 1    | Portugal Iúri Leitão Rui Oliveira               |         |         |         | 5       | 3       |         |         |         |         |         |         |         |         |         |         | 2       | 5       | 5       | 5       | 10      | 1      |        | 1             | 55     |
| 2    | Italien Simone Consonni Elia Viviani            |         |         | 5       |         |         | 5       |         | 5       | 5       |         | 2       |         |         |         |         | 1       |         |         |         | 4       | 1      |        | 3             | 47     |
| 3    | Dänemark Niklas Larsen Michael Mørkøv           | 1       | 3       |         |         |         |         |         |         | 3       | 5       |         | 2       | 3       |         | 1       |         |         |         | 3       |         | 1      |        | 5             | 41     |
| 4    | Neuseeland Aaron Gate Campbell Stewart          |         | 2       | 1       |         | 2       |         | 5       |         |         | 3       | 3       | 1       |         | 3       |         | 3       | 3       | 3       | 2       | 2       |        |        | 4             | 33     |
| 5    | Deutschland Roger Kluge Theo Reinhardt          |         |         |         | 3       |         | 1       | 1       |         |         |         | 5       |         | 5       |         |         |         |         | 1       | 1       | 6       |        |        | 2             | 23     |
| 6    | Japan Shunsuke Imamura Kazushige Kuboki         |         |         |         |         |         |         |         | 3       |         |         |         | 5       |         |         |         |         | 2       | 2       |         |         | 1      | 1      | 6             | 12     |
| 7    | Tschechien Denis Rugovac Jan Voneš              |         |         |         |         |         |         |         |         | 2       |         |         |         |         | 5       | 5       |         |         |         |         |         | 1      | 1      | 8             | 12     |
| 8    | Spanien Sebastián Mora Albert Torres            |         |         |         |         | 5       | 3       | 3       |         |         | 2       |         |         |         | 2       |         |         |         |         |         |         |        | 1      | 12            | −5     |
| 9    | Großbritannien Mark Stewart Oliver Wood         |         |         | 2       |         |         |         | 2       |         |         |         | 1       | 3       | 1       |         | 2       |         |         |         |         |         |        | 1      | 9             | −9     |
| 10   | Belgien Lindsay De Vylder Fabio Van den Bossche | 3       | 1       |         | 2       | 1       |         |         | 2       |         |         |         |         |         |         |         |         |         |         |         |         |        | 1      | 10            | −11    |
| 11   | Frankreich Thomas Boudat Benjamin Thomas        |         |         |         |         |         |         |         |         |         | 1       |         |         |         | 1       |         |         |         |         |         |         |        | 1      | 13            | −18    |
| 12   | Australien Sam Welsford Kelland O’Brien         | 2       |         | 3       | 1       |         | 2       |         |         | 1       |         |         |         | 2       |         |         |         |         |         |         |         |        | 3      | 7             | −49    |
| 13   | Kanada Mathias Guillemette Michael Foley        |         |         |         |         |         |         |         |         |         |         |         |         |         |         |         |         |         |         |         |         |        | 2      | —             | DNF    |
| 14   | Österreich Raphael Kokas Maximilian Schmidbauer | 5       |         |         |         |         |         |         |         |         |         |         |         |         |         |         |         |         |         |         |         | 1      | 4      | —             | DNF    |
| —    | Niederlande Yoeri Havik Jan-Willem van Schip    |         | 5       |         |         |         |         |         | 1       |         |         |         |         |         |         | 3       | 5       | 1       |         |         |         |        |        | 11            | DSQ    |